# Elfi Heesch
Elfi Heesch (* 23. Februar 1964 in Hanerau-Hademarschen) ist eine deutsche parteilose Kommunalpolitikerin. Seit dem 1. Januar 2021 ist sie Landrätin des schleswig-holsteinischen Kreises Pinneberg.

## Leben
Elfi Heesch wuchs auf einem Bauernhof in der Gemeinde Puls, im Kreis Steinburg, auf. Sie besuchte ein Gymnasium in der Stadt Itzehoe, wo sie das Abitur ablegte. Anschließend nahm sie ein Studium der Rechtswissenschaften an der Christian-Albrechts-Universität zu Kiel auf. Einen Teil ihres Referendariats absolvierte sie bei der Umweltbehörde der US-Metropole Chicago. Nach dem Abschluss war sie zunächst in verschiedenen Bezirksämtern in Hamburg tätig. Unter anderem war sie Leiterin des Instituts für Hygiene und Umwelt der Gesundheits- und Verbraucherschutzbehörde des Landes Hamburg. Weitere Tätigkeiten, innerhalb der Verwaltung der Hansestadt, nahm sie innerhalb der Wirtschafts-, der Hafen- und der Finanzbehörde war. Sie wirkte am Projekt zur Errichtung der öffentlich-rechtlichen Anstalt, der Hamburg Port Authority, mit. Insgesamt 25 Jahre hatte sie leitende Tätigkeiten innerhalb der Verwaltung Hamburgs inne. Heesch ist ausgebildete Mediatorin. 
2010 trat Heesch zur Wahl um das Amt des Oberbürgermeisters der kreisfreien Stadt Flensburg an. Zuvor war sie Abteilungsleiterin für Bau- und Energiefragen im Hamburger Rechnungshof. Zur Oberbürgermeisterwahl erhielt die parteilose Kandidatin Unterstützung der CDU sowie von den Grünen. Sie bestand jedoch ausdrücklich auf ihrer Parteilosigkeit, die sich aus ihrer Auffassung, zwischen Politik und Verwaltung klar zu trennen, ergibt.  Sie erreichte die Stichwahl, in der sie schließlich Simon Faber, dem Kandidaten des SSW unterlag. Heesch hatte die Leitung der Abteilung für Wohnungswesen und Stadtentwicklung des Ministeriums für Infrastruktur und Landesplanung des Landes Brandenburg inne, bevor sie sich im August 2020 dem Kreistag zur Wahl um die Leitung des Landratsamtes des Kreises Pinneberg aufstellte. Amtsinhaber Oliver Stolz verzichtete nach zehn Jahren auf eine erneute Kandidatur. Nach insgesamt drei Wahlgängen, setzte sich Heesch mit zwei Stimmen Vorsprung gegen Kai Uffelmann durch. Ihr Amt trat sie am 1. Januar 2021 an.
Elfi Heesch ist verheiratet. Sie hat eine Tochter und ist leidenschaftliche Radfahrerin.

## Positionen
Heesch sieht im Kampf gegen den Klimawandel, der Digitalisierung sowie der Überwindung der COVID-19-Pandemie den Hauptschwerpunkt in ihrer Tätigkeit als Landrätin.